# Ankylopteryx pusilla
Ankylopteryx pusilla är en insektsart som beskrevs av Bo Tjeder 1966. Ankylopteryx pusilla ingår i släktet Ankylopteryx och familjen guldögonsländor. Inga underarter finns listade i Catalogue of Life.